# Properzia de' Rossi
Properzia de' Rossi (Bolonha, 1490 — Bolonha, 1530) foi uma escultora italiana do Renascimento. É considerada a primeira escultora de que se tem conhecimento.

## Biografia
Properzia de' Rossi, considerada a primeira escultora da Europa no contexto do Renascimento, tem a data exata e local de nascimento desconhecidos, mas com grande probabilidade nasceu em Bolonha. Filha de um tabelião, estudou com Marcantonio Raimondi..
Entre os anos de 1525 e 1526 realiza trabalhos na basilica di San Petronio di Bologna em conjunto com outros artistas importantes. A presença de uma mulher, que com tamanha habilidade, trabalhava neste ambiente gerou a admiração de Vasari, que inclusive incluiu sua biografia na obra "Vidas". Giorgio Vasari também elogiou o seu virtuosismo como entalhadora de frutas: Properzia de' Rossi obteve encomendas para trabalhos em mármore de grande escala graças à fama adquirida pelos seus trabalhos de escultura em superfícies infinitesimais. Uma admiração semelhante foi também prontamente afirmada pelo escultor Francesco da Sangallo que numa carta dirigida ao filósofo Benedetto Varchi, definiu a escultora bolonhesa como uma excepção milagrosa no campo da criação de obras escultóricas, pois a escultura, ao contrário da pintura, era considerada uma arte cansativa, difícil e pouco adequada às mulheres. A vida de Properzia, está em grande parte envolta em sombras e é caracterizada por ansiedades e transgressões. Ainda segundo o historiógrafo de Arezzo, ele narrou seu infeliz amor extraconjugal no painel La moglie di Putifarre accusa Giuseppe, sua obra mais famosa executada por volta de 1526 entre as obras para a decoração dos portais laterais da fachada de San Petronio, escultura em que combina o elegante "modo" romano de Rafael com o vigoroso relevo plástico de Michelangelo, «uma pintura muito graciosa» onde manifesta um erotismo refinado destinado a influenciar a imaginação cortês de artistas ilustres, como Parmigianino e Correggio. Properzia trabalhou então no canteiro de obras de maior prestígio da cidade, junto com os artistas mais destacados do momento, de Amico Aspertini, a Nicolò Tribolo, até Alfonso Lombardi e Girolamo da Treviso, a única mulher em um contexto artístico de prerrogativa exclusivamente masculina. Documentos conservados no Arquivo Criminal de Bolonha comprovam que em 1520 ela foi julgada juntamente com Anton Galeazzo Malvasia, de quem era considerada concubina. Novamente em 1525 esteve envolvida junto com o pintor Domenico Francia na acusação de agressão ao pintor Vincenzo Miola. Aspertini também interveio no julgamento como testemunha de acusação, com evidente hostilidade para com Properzia, a ponto de trabalhar - segundo Vasari - para desacreditá-la a ponto de conseguir que lhe fosse pago "um preço muito vil" pelo painel para a igreja de San Petronio. Sua vida tumultuada corresponde a um epílogo trágico. Vasari narra que, ao final da coroação de Carlos V, o Papa Clemente VII pediu para conhecer a escultora, mas recebeu em resposta uma notícia desagradável: Properzia havia morrido de peste naquela mesma semana no hospital de San Giobbe.